# Listă de lanțuri de supermarket din România
Conceptul de magazin alimentar modern cu autoservire și suprafață mare a venit în România la mijlocul anilor 1990. De la mijlocul anilor 2000, s-a înregistrat o creștere puternică a numărului de supermarketuri din țară, în special în București și alte zone urbane principale, aproape toate magazinele fiind deținute de companii multinaționale.
Această este o listă cu principalele rețele de supermarketuri din România după cota de piață din 2022.
| Nume       | Număr de magazine | Tip de magazine                                                                                        | Propietar                       |
| ---------- | ----------------- | --- | ------------------------------- |
| Lidl       | 353               | supermarketuri de discount                                                                             | Familia Schwarz                 |
| Kaufland   | 173               | hipermarketuri                                                                                         | Familia Schwarz                 |
| Profi      | 1740              | supermarketuri magazine de proximitate Urmează să fie preluate de Mega Image                           | Mid Europa Partners             |
| Carrefour  | 437               | 56 hipermarketuri 192 supermarketuri 162 magazine de proximitate 28 supermarketuri de discount(Supeco) | Carrefour Group                 |
| Metro      | 29                | magazine cash & carry                                                                                  | Metro AG                        |
| Mega Image | 979               | 4 Concept store 427 supermarket 548 magazine de proximitate\|\| Ahold Delhaize                         |                                 |
| Penny      | 372               | supermarketuri de discount                                                                             | REWE Group                      |
| Auchan     | 431               | 33 hipermarketuri 6 supermarketuri 382 magazine de proximitate                                         | Auchan Retail (Familia Mulliez) |
| Selgros    | 23                | magazine cash & carry                                                                                  | Transgourmet (Coop Elveția)     |

1. ↑  Acces doar pentru persoane juridice.